# Somin (cantante)
Jeon So-min (hangul: 전소민; Seúl, 22 de agosto de 1996) es una cantante surcoreana. Hizo su debut en 2012 en el grupo femenino surcoreano Puretty hasta la disolución del grupo en 2014, y formó parte del grupo femenino surcoreano April. Actualmente, forma parte del grupo KARD desde 2016.

## Biografía
Antes de su debut, estudió en la Universidad Seokyeon, Departamento de Música. Después de su salida de APRIL siguió con sus estudios.

## Vida personal
Nació el 22 de agosto de 1996 en el distrito de Seongdong-gu, en Seúl, estudió en la Universidad Seokyeong y en la Escuela Secundaria de Radiodifusión de Seúl.
Tiene dos hermanas mayores. Es pariente lejana de la miembro de Twice, Jeongyeon, quien es  sobrina de la esposa de su tío.
El 9 de abril de 2019, abrió su canal de YouTube "Minny J"

## Carrera

### 2012: Debut en Puretty
Somin hizo su debut oficial en el grupo J-pop Puretty bajo el sello de DSP Media. El grupo lanzó su primer sencillo titulado "Cheki☆Love"  en 2012 en Japón y un segundo sencillo titulado "Shuwa Shuwa Baby".

### 2014: Disolución de Puretty y Kara Project
En enero de 2014, DSP Media anunció que Puretty estaba oficialmente disuelto debido a que 2 de las miembros abandonaron el proyecto, sin embargo, se anunció que Somin y las demás miembros restantes re-debutarían en otros grupos. 
Somin fue revelada para el nuevo programa de supervivencia Kara Project, en el cual se encontraría a la nueva miembro del grupo KARA. En este programa estuvo acompañada con sus excompañeras de Puretty Chaekyung y Shiyoon, sin embargo, ninguna de ellas logró quedar en el grupo.

### 2015: Re-debut y salida de April
El 9 de febrero, Somin fue anunciada como integrante del nuevo grupo de DSP Media llamado APRIL. Hizo su debut con el grupo el 23 de agosto con el álbum "Dreaming", sin embargo, dejó el grupo antes de su primer comeback debido a diferencias en su estilo musical.

### 2016-presente: KARD
El 2 de diciembre de 2016, se reveló que será la nueva integrante del nuevo grupo mixto de la agencia llamado KARD. El grupo hizo su debut oficial en julio de 2017 con "Hola Hola". Y actualmente, Somin está enfocada en las actividades de su grupo junto a BM, J.seph y Jiwoo.

## Discografía
- Discografía de April
- Discografía de KARD